# Федик Ольга Станіславівна
Ольга Станіславівна Федик (* 17 травня 1948, Поляни — †31 жовтня 1999) — кандидат філологічних наук, доцент, завідувач кафедри мови засобів масової інформації (1996-1999) факультету журналістики Львівського національного університету імені Івана Франка.

## Біографія
Народилася в родині Анчарських, була однією з чотирьох дітей. У 1965 році закінчила з медаллю Плугівську середню школу і того ж року вступила на філологічний факультет Львівського державного університету імені Івана Франка. Навчання закінчила у 1970 році також з відзнакою.
Одразу по закінченні університету працювала вчителькою у Лагодівській середній школі та у львівському професійно-технічному училищі № 48. Десять років працювала в інституті суспільних наук Академії наук України. Саме там захистила кандидатську дисертацію на тему «Функціонування безприйменникових субстантивних словосполучень у сучасній українській розмовній мові».
Від 1981 до 1987 року працювала викладачем кафедри мови у Львівському поліграфічному інституті. У 1987 році стала доцентом кафедри мови засобів масової інформації Львівського державного університету імені Івана Франка.
Паралельно з викладацькою роботою Ольга Федик працювала літературним редактором видавництва ЧСВВ «Місіонер», газет «Мета» й «Українське слово». Була однією із засновників телепередач «Як много важить слово» та «Світ і Україна».

## Сім'я
Чоловік Ольги Станіславівни Ігор Федик є відомим істориком, львовознавцем, заслуженим вчителем України.
Син Іван Федик — кандидат історичних наук, доцент історичного факультету Львівського національного університету імені Івана Франка.

## Наукова діяльність
Автор понад 150 праць, присвячених проблемам української мови у контексті національного, політичного, релігійного, культурного та економічного розвитку української нації. Її тексти публікувались не лише в Україні, але й за кордоном.
Статті:
- «Українська журналістика: „алгоритм“ становлення» // «Українське слово». — 1992. — 25 листопада.
- «Нам по дорозі тільки з правдою» // «Вісті Комбатанта». — 1997. — Ч. 5-6. — С. 8-9.
- «Чи стане Львів взірцем мовної чистоти?», опублікована 2003 року

Праці:
- «Мова як духовний адекват світу (дійсності)». — Львів: Місіонер, 2000. — 300 с. Монографія.

## Афоризми
- «Лексико-морфологічна система членування дійсності є вичерпною»
- «Мова не лишень частково надприродне явище, а повністю»
- «Мова не просто передає інформацію, а є засобом адаптації відомостей»
- «Мова — найважливіший національний ідентифікатор, завдяки якому кожна нація вирізняється з-поміж инших, усвідомлюючи себе самодостатнім та самочинним суб'єктом історії»
- «У чужому слові людина чужа сама собі»